# Schlindermanderscheid
Schlindermanderscheid (luxembourgeois: Schlënnermanescht) est une section de la commune luxembourgeoise de Bourscheid située dans le canton de Diekirch.